# Cilla Benkö
Anna Cecilia (Cilla) Benkö Lamborn, född 21 februari 1964, är en svensk journalist och vd för Sveriges Radio. Hon är dotter till Peter Benkö.

## Biografi
Benkö har tidigare arbetat som reporter i New York för TV4 och varit chef för Ekonomiekot. Hon var biträdande chef för Ekoredaktionen fram till 2005 när hon blev tillförordnad chef för P1 i några månader under Hanna Stjärnes föräldraledighet. Kort därefter utsågs hon till ny chef för Aktuellt på Sveriges Television, en tjänst som hon tillträdde den 1 september 2005.
Efter drygt ett år som Aktuellt-chef utsågs hon till ny chef för Ekoredaktionen på Sveriges Radio. År 2007 tog hon plats i Sveriges Radios ledning som biträdande programdirektör. I december 2008 utsågs hon till vice vd för Sveriges Radio.
I juni 2012 meddelades att hon skulle efterträda Mats Svegfors som vd för Sveriges Radio AB den 1 oktober 2012.

## Utmärkelser

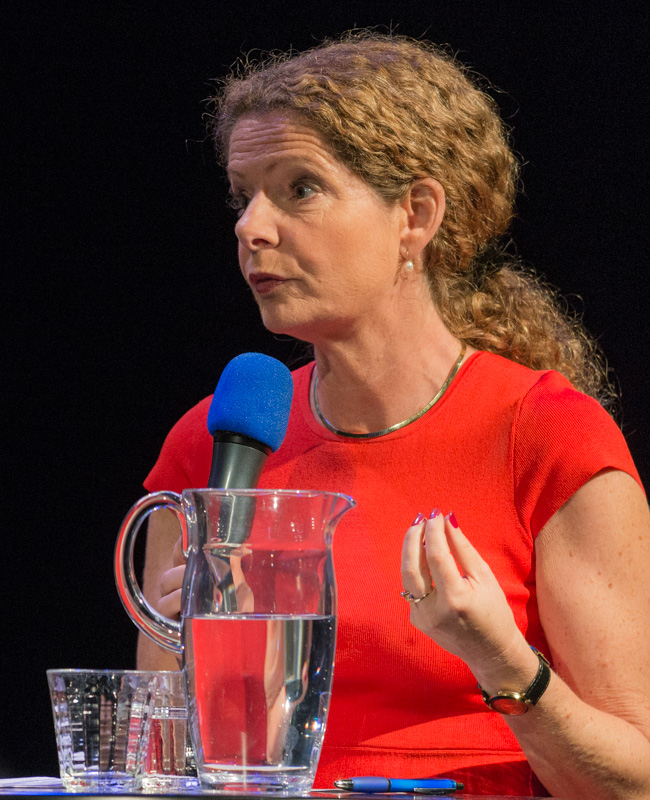
Cilla Benkö vid seminarium när svenska tryckfrihetsförordningen firade 250 år 2016.

- 2016 tilldelades hon årets Pontus Schultz pris för ett mänskligare näringsliv för sitt arbete med att bättra på jämställdheten inom företaget.[7][8]
- 2020 tilldelades Benkö H.M. Konungens medalj i guld av 12:e storleken i Serafimerordens band för framstående insatser inom svenskt mediaväsende.[9]